# Spuk in Villa Sonnenschein
Spuk in Villa Sonnenschein ist eine DDR-Kriminalkomödie aus dem Jahr 1959.

## Handlung
Die Villa Sonnenschein ist das Betriebsferienheim eines VEB und liegt in einem kleinen Dorf an einem See in Mecklenburg. Eines Nachts wird der in der Nähe lebende Maler Hans Wendler im Speisesaal der Villa leblos aufgefunden. Außerdem sind der Heimleiter Herr Mueller sowie eine der Urlauberinnen, Sabine Buchholz, plötzlich verschwunden. Die Polizei erfährt, dass der Heimleiter mit einem Gemälde auf dem Rücksitz seines Autos an einer Tankstelle gesehen wurde. Dasselbe Gemälde hängt im Speisesaal, sodass der Verdacht aufkommt, Mueller habe Wendler mit dem Fälschen des wertvollen Gemäldes beauftragt, um das Original nach Westberlin zu schmuggeln. Eine Aussage der alten Haushälterin Frau Grimm, sie habe Mueller und Wendler nachts beobachtet, bestätigt diesen Verdacht. Sie und ihr Mann, der Gärtner des Hauses, arbeiteten schon in der Villa Sonnenschein, als diese noch in Privatbesitz war und blieben, als der Eigentümer sich nach Westberlin absetzte.
Verschiedene Gäste des Ferienheims machen sich verdächtig und Herr Wiedemann, der angetrunken aus dem Wirtshaus des Dorfes zurückkehrt, behauptet, auf dem See ein Gespenst in einem Ruderboot gesehen zu haben. Auch manche der Dorfbewohner glauben an Spuk und bringen die Ermittlungsarbeit der Polizei damit durcheinander. Ein herbeigerufener Kunstexperte identifiziert das Bild im Speisesaal als das Original.
Fräulein Buchholz wird schließlich in der Friedhofskapelle des Dorfes gefunden, die die Dorfbewohner wegen ihrer Angst vor Spuk nicht betreten. Sie wurde von einem als Gespenst verkleideten Mann dort eingesperrt und findet wertvolle Kunstgegenstände, die in zwei Särgen versteckt wurden. Sie erzählt der Polizei, dass ihr Geliebter, der Maler Wendler, den Wert des Gemäldes erkannte und zwei Kopien anfertigte, um das Original in Sicherheit zu bringen und zu verhindern, dass es außer Landes gebracht wird.
Kurz darauf hört man aus dem Speisesaal den Schrei Frau Grimms, die dann behauptet, überfallen worden zu sein, wobei das Gemälde wieder durch eine Fälschung ausgetauscht worden sei. Ihre Geschichte ist aber unglaubwürdig, da es für den Eindringling keine Fluchtmöglichkeit gegeben hätte. Tatsächlich spielte die Geschichte sich aber so ab: Herr und Frau Grimm hängen immer noch an ihrem alten Herrn und versuchen, dessen „Familienbesitz“ zu retten – für den Fall, dass er zurückkehrt. Deshalb hat Herr Grimm Kunstgegenstände aus der Villa in der Friedhofskapelle versteckt. Mit seiner Gespensterverkleidung nutzte er dabei den Aberglauben der Dorfbewohner aus. Als Wendler nachts in den Speisesaal eindrang, um das Bild auszutauschen, hielten Herr und Frau Grimm ihn im Dunkeln für den Heimleiter und wollten ihn überwältigen. Beide behaupten nun, Wendler erschlagen zu haben, weil sie den jeweils anderen für den Mörder halten und sich gegenseitig schützen wollen. Als Frau Grimm später angeblich überwältigt wurde, hat sie tatsächlich das Originalbild durch den Speiseaufzug in die Küche herabgelassen, um dessen Diebstahl vorzutäuschen.
Zur großen Freude von Fräulein Buchholz taucht Wendler plötzlich wieder auf: Er war gar nicht tot, sondern hatte nur den Rahmen des herabfallenden Bildes auf den Kopf bekommen, war bewusstlos und erwachte im Krankenhaus wieder. Die Suche nach einem Mörder ist also gegenstandslos, und das alte Ehepaar Grimm wird wohl mit einer Bewährungsstrafe davonkommen.

## Produktion
Hinter dem Pseudonym A. G. Petermann verbergen sich die drei Autoren Hans-Albert Pederzani, Gerhard Neumann und Heiner Rank, die mit diesem Film ihren gleichnamigen Roman (Untertitel: Fast ein Kriminalroman) aus dem Jahr 1958 adaptierten. Der Film wurde, als erste Zusammenarbeit zwischen DEFA und Deutschem Fernsehfunk, in den Ateliers des DEFA-Studio für Spielfilme gedreht und am 12. Juli 1959 im Deutschen Fernsehfunk zum ersten Mal ausgestrahlt. 2020 erschien er bei Studio Hamburg Enterprises auf DVD.

## Rezeption
„Charmanter Whodunitkrimi mit guten Darstellern, schönen Rückblenden und mit Humor.“

Ein M. K. äußerte sich in der Neuen Zeit folgendermaßen:

„Diese Komödie war zuwenig aufregend, als daß sie spannende Kriminalstory ergeben hätte, und zu sehr ertüfftelt, als daß man darüber hätte herzlich lachen können.“